# Epímaco de Pelusio
Epímaco fue un mártir egipcio.

## Narrativa
Epímaco vivió una vida ascética en el monte Pelusio.Para sobrevivir, trabajó como tejedor junto con sus dos compañeros: Teodoro y Calínico. A los 27 años, escuchó que Polemius, el gobernador de Egipto, estaba torturando a los cristianos. Posteriormente fue a El-Bakroug (cerca de Demera) y, destruyendo algunos ídolos paganos, declaró que él también era cristiano.
Apellianos, eparca de Alejandría, hizo torturar severamente a Epímaco en una rueda. Una gota de su sangre salpicó los ojos de una doncella ciega, y ella pudo ver instantáneamente. La doncella y su familia se convirtieron al cristianismo y también fueron martirizados. Furioso, el gobernador ordenó decapitar a Epímaco con una espada.
Un soldado sordomudo tocó el cuerpo y al instante escuchó y habló. Algunos cristianos de la ciudad de Edku tomaron el cuerpo y de él se realizaron varias señales y prodigios. Sus parientes de Demera llevaron el cuerpo a El-Barmoun con gran honor. El gobernador hizo envolver el cuerpo en costosas mortajas y construyó una iglesia que lleva el nombre de Epímaco, donde fue colocado el cuerpo.
La conmemoración de Epímaco se celebra el 14 pashons en la Iglesia copta ortodoxa y el 31 de octubre en la Iglesia ortodoxa oriental.